# Bobbesten
Der Bobbesten im Bobbedalen in Møllerlyngen in den Tingstedbakken nordöstlich von Rønne ist einer der größten Findlinge der dänischen Insel Bornholm. Der Bereich, in dem er sich befindet, ist eine alte Hochheide. Er hat etwa die Größe des Tirslundsteins.
Die größten Maße des Bobbesten liegen bei 4,7 × 4,7 × 3,7 Meter. Das Volumen beträgt etwa 48,0 m³, bei einer Dichte von 2,8 für Granit erreicht er ein Gewicht von etwa 130 Tonnen und 18,8 m Umfang. Er war ursprünglich noch größer, ein größeres, vom Frost abgesprengtes Stück liegt im Südosten unter dem Stein. 
„Bobba“ ist auf Bornholm der Name eines Gespenstes, vor allem um Kinder zu erschrecken.
Im frühen 20. Jahrhundert wurden kleine Steinbrüche mit wenig Personal betrieben, die meisten jedoch nur ein paar Jahre. Zwischen den Weltkriegen wurde der Abbau intensiviert. Man kam gefährlich nahe an den Bobbestenen heran, aber die Behörden sorgten dafür, dass die unmittelbare Umgebung vor Zerstörung geschützt wurde.
Die größten Findlinge Dänemarks, auch Riesenstein (dänisch Kæmpesten ) genannt, sind:
- Bobbesten Bornholm 130 to[2]
- Dammesten Fünen 1229 to
- Elverhøj Bornholm 430 to
- Høvængesten Lolland 401 to
- Hvissingesten Seeland  250 to
- Lundesten Lolland 131 to
- Mørupsten Jütland 500 to
- Tirslundstein Jütland 147 to
- Tøveldesten Møn 135 to•
- Dybbølsten Alsen 225 to
- Dynen Jütland 270 to
- Hundborgsten Jütland 170 to